# 阜康隕石
阜康隕石是於2000年在中國新疆维吾尔自治区的阜康市附近山中發現的有著美麗橄欖石結晶的石鐵隕石。

## 歷史
2000年，寶石商柯作楷在新疆靠近阜康市的地方買了一塊1003公斤的隕石。在2005年2月，他從主體上裁切了20公斤，將這小塊帶去參加土桑寶石和礦物展，並遇見了亞利桑那大學的D.S. Lauretta教授。事後，D.S. Lauretta、D. Hill、M. Killgore、D. Della-Giustina和Y. Goreva（分別服務於土桑的亞利桑那大學、月球與行星研究室、和西南隕石中心）研究了這顆隕石。但近期柯作楷在接受《21世纪经济报道》采访时否认自己参与了该陨石的买卖。。

## 分類和成分
阜康隕石在鎳-鐵基中包含大量寶石等級的橄欖石或貴橄欖石。 橄欖石有圓形到角質等許多不同的形狀，許多都有範圍從5毫米到數釐米不等的裂縫。主體的有些部分有最大直徑達到11釐米，有著薄金屬脈的大塊橄欖石群聚。金屬基主要是錐紋石，鎳的平均含量是6.98 wt%，含硫的蟲蛀形的隕硫鐵含有一些橄欖石。

## 標本
總共有31公斤的標本存放在亞利桑那大學，M. Killgore持有31公斤隕石，一位匿名者擁有隕石的主要部分。在2008年4月，英國第二大的拍買公司邦漢思提出這顆隕石的主體在曼哈頓的拍賣場上拍賣。邦漢思的底價是200萬美金，但是未能賣出。一個19 x 36 英吋的窗口被切開並拋光，以提供觀看隕石內部的寶石區域。

## 註解和參考資料
1. 1 2  Meteoritical Bulletin Database: Fukang
2. ↑   (PDF).   [2009-10-12]. （原始内容存档 (PDF)于2010-10-26）.
3. ↑   Fukang Gemstone Meteorite

## 外部連結
- http://www.lpi.usra.edu/meetings/lpsc2006/pdf/2250.pdf （页面存档备份，存于） petrological, mineralogical and geochemical specifics - Lunar and Planetary Institute, 2007